# 론칠리오네
론칠리오네(이탈리아어: Ronciglione)는 이탈리아 라치오주 비테르보도에 위치한 코무네다. 비테르보로부터 20km 거리에 있다.
도시 경제는 농업을 기반으로 하고 있다.